# Cedric Yarbrough
Cedric Yarbrough, född 20 mars 1973 i Burnsville, Minnesota, är en amerikansk skådespelare.
Yarbrough har bland annat medverkat i TV-serierna Reno 911! (2003-2022), The Goldbergs (2013-2023) och Lucky Hank från 2023. Han har även medverkat filmen Reno 911!: It's a Wonderful Heist från 2022.

## Filmografi (i urval)
- 2003-2022: Reno 911!
- 2013-2023: The Goldbergs
- 2022: Reno 911!: It's a Wonderful Heist
- 2023: Lucky Hank
- 2023 – Strange Planet (TV-serie)
- 2023 – Please Don't Destroy: The Treasure of Foggy Mountain
- 2024 – Unfrosted: The Pop-Tart Story
- 2024 – Juror No. 2